# Alicja Janosz

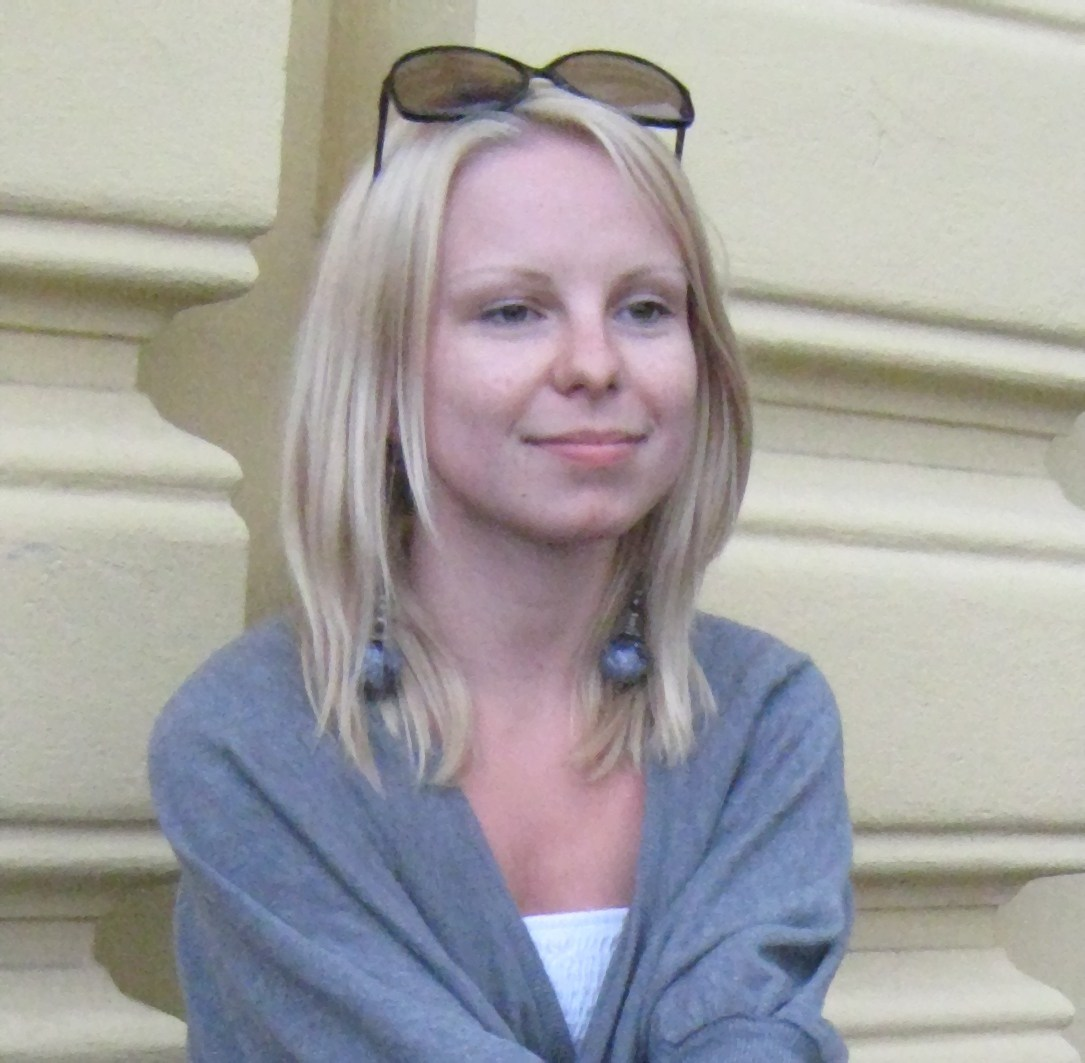
Alicja Janosz

Alicja Janosz (* 4. Juni 1985 in Pszczyna) ist eine polnische Popsängerin und wird auch Alex oder Ala genannt. Sie wurde durch die Casting-Show „Idol“ bekannt, die polnische Version der britischen Castingshow „Pop Idol“. Dort gewann sie im Jahre 2002 in der 1. Staffel (es gab noch drei weitere). Sie war die erste weibliche Idol-Gewinnerin.

## World-Idol-Show
Der Sieg in der polnischen Idols-Show verschaffte ihr die Chance, an der im Jahre 2003 in London stattfindenden globalen World-Idol-Show, bei der auch noch zehn andere Sieger in deren jeweiligen Ländern mitwirkten, teilzunehmen.
Dort belegte sie, mit dem Song „I don't know how to love him“, den 8. Platz.

## Diskografie

### Album
- Ala Janosz

### Singles
- Zmien Siebie
- Zbudzilam Sie
- Przyjaciel dobra rzecz
- To co w nas ukryte
- Może się wydawać
- I’m Still Alive